# Lista över världsrekord i friidrott satta 2015
Det här är en lista över världsrekord i friidrott satta 2015.

## Inomhus
| Idrottare      | Land     | Gren            | Rekord   | Tävling  | Plats     | Datum            | Gällde till |
| -------------- | -------- | --------------- | -------- | -------- | --------- | ---------------- | ----------- |
| Genzebe Dibaba | Etiopien | 5 000 m kvinnor | 14.18,86 | XL-galan | Stockholm | 19 februari 2015 | gäller 2022 |

## Utomhus
| Idrottare                                                                                                  | Land      | Gren                  | Rekord   | Tävling                                  | Plats     | Datum            | Gällde till       |
| --- | --------- | --------------------- | -------- | ---------------------------------------- | --------- | ---------------- | ----------------- |
| Florence Jebet Kiplagat                                                                                    | Kenya     | 15 km kvinnor         | 46.14    | Mitja Marató de Barcelona                | Barcelona | 15 februari 2015 | 1 april 2017      |
| Florence Jebet Kiplagat                                                                                    | Kenya     | 20 km kvinnor         | 1:01.54  | Mitja Marató de Barcelona                | Barcelona | 15 februari 2015 | 10 februari 2017  |
| Florence Jebet Kiplagat                                                                                    | Kenya     | Halvmaraton kvinnor   | 1:05.09  | Mitja Marató de Barcelona                | Barcelona | 15 februari 2015 | 10 februari 2017  |
| Yohann Diniz                                                                                               | Frankrike | 20 km gång män        | 1:17.02  | Franska gångmästerskapen                 | Arles     | 8 mars 2015      | 15 mars 2015      |
| Yusuke Suzuki                                                                                              | Japan     | 20 km gång män        | 1:16.36  | Asiatiska gångmästerskapen               | Nomi      | 15 mars 2015     | gäller 2022       |
| USA: Kyle Merber (1 200 m), Brycen Spratling (400 m), Brandon Johnson (800 m), Ben Blankenship (1 600 m)   | USA       | Distansmedley män     | 9.15,50  | IAAF World Relays                        | Nassau    | 2 maj 2015       | gäller 2022       |
| USA: Treniere Moser (1 200 m), Sanya Richards-Ross (400 m), Ajee Wilson (800 m), Shannon Rowbury (1 600 m) | USA       | Distansmedley kvinnor | 10.36,50 | IAAF World Relays                        | Nassau    | 3 maj 2015       | 15 april 2022     |
| Liu Hong                                                                                                   | Kina      | 20 km kvinnor         | 1:24.38  | Gran Premio Cantones de La Coruña        | La Coruna | 6 juni 2015      | 20 mars 2021      |
| Genzebe Dibaba                                                                                             | Etiopien  | 1 500 m kvinnor       | 3.50,07  | Herculis                                 | Monaco    | 17 juli 2015     | gäller 2022       |
| Anita Włodarczyk                                                                                           | Polen     | Släggkastning kvinnor | 81,08    | Festiwal Rzutów im. Kamili Skolimowskiej | Cetniewo  | 1 augusti 2015   | 15 augusti 2016   |
| Ashton Eaton                                                                                               | USA       | Tiokamp män           | 9 045    | Världsmästerskapen                       | Beijing   | 29 augusti 2015  | 16 september 2018 |

## U20-rekord
| Idrottare        | Land        | Gren                  | Rekord | Tävling                           | Plats    | Datum            | Gällde till     |
| ---------------- | ----------- | --------------------- | ------ | --------------------------------- | -------- | ---------------- | --------------- |
| Yulenmis Aguilar | Kuba        | Spjutkastning flickor | 63,86  | Panamerikanska juniormästerskapen | Edmonton | 2 augusti 2015   | gäller 2022     |
| Eliza McCartney  | Nya Zeeland | Stavhopp flickor      | 4,64   | AAI Summer Series                 | Auckland | 19 december 2015 | 31 januari 2016 |